# Richard B. Coolidge

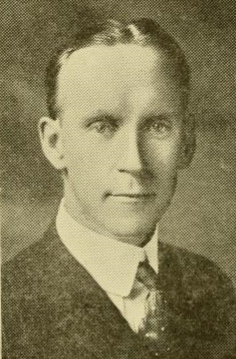
Richard B. Coolidge (1920)

Richard Bradford Coolidge (* 14. September 1879 in Portland, Maine; † 18. Januar 1957 ebenda) war ein US-amerikanischer Jurist und Politiker (Republikanische Partei).

## Leben
Richard B. Coolidge wurde am 14. Januar 1879 in Deering in der Stadt Portland im US-amerikanischen Bundesstaat Maine als Sohn von Merrit Bradford Coolidge (1839–1926) und Lucy Greenwood French Coolidge (1844–1940) geboren. Er hatte einen jüngeren Bruder, Arthur W. Coolidge (1881–1952), der von 1947 bis 1949 Vizegouverneur von Massachusetts war. Die beiden Brüder waren Cousins vierten Grades des US-Präsidenten Calvin Coolidge. Am 12. September 1908 heiratete Richard B. Coolidge Ruth Burleigh Dame.
Richard B. Coolidge besuchte das Westbrook Seminary, das Tufts College und die Harvard Law School. Anschließend war Coolidge als Rechtsanwalt tätig. Von 1924 bis 1944 und von 1953 bis 1957 war er außerdem als Kurator des Tufts College tätig. Von 1917 bis 1919 war Richard B. Coolidge Mitglied des Board of Alderman, der oberen Kammer des Stadtrates, von Medford in Massachusetts. Von 1920 bis 1923 repräsentierte er den 25th Middlesex District, der Medford und Winchester umfasste, im Repräsentantenhaus von Massachusetts. In seinem ersten Amtsjahr saß er im Ausschuss für Rechtsfragen (Legal Affairs) und in den weiteren beiden Jahren war er Schriftführer des Rechtsausschusses (Judiciary). Von 1923 bis 1926 war Coolidge Bürgermeister von Medford. 1928 war er Delegierter auf der Republican National Convention. Richard B. Coolidge verstarb im Alter von 77 Jahren am 18. September 1952 in Portland. Er war uniert, Mitglied der Studentenvereinigungen Theta Delta Phi sowie Phi Beta Kappa und ein Freimaurer.